# 木幡神社
木幡神社（きばたじんじゃ）は、栃木県矢板市木幡1194にある神社。

## 祭神
- 正哉吾勝勝速日天忍穗耳尊

## 由緒
坂上田村麻呂が、蝦夷征伐において戦功があったため、日ごろ崇敬していた山城国の許波多神社を勧請し、建立された。延暦14年（795年）のこととされる。別の説では、塩谷惟広が勧請したとされ、以来塩谷氏の氏神として崇敬された。

## 祭礼行事
- 厄除け大祭（どんと焼き・太々神楽） - 毎年1月14日
- 春季例大祭（太々神楽） - 毎年4月第2日曜日
- 秋季例大祭（百物揃武者行列渡御）[1] - 毎年10月第2日曜日。100人超の武者行列が練り歩く[1]。

## 文化財
矢板市の文化財の宝庫である。

### 重要文化財
- 本殿 - 室町時代中期（1393年-1466年）の建立。三間社流造、銅板葺。昭和25年（1950年）8月29日指定。
- 楼門 - 室町時代中期（1393年-1466年）の建立。一間一戸楼門、入母屋造、銅板葺。明治41年（1908年）8月1日指定。

以上の2点は、栃木県最古の神社建築である。

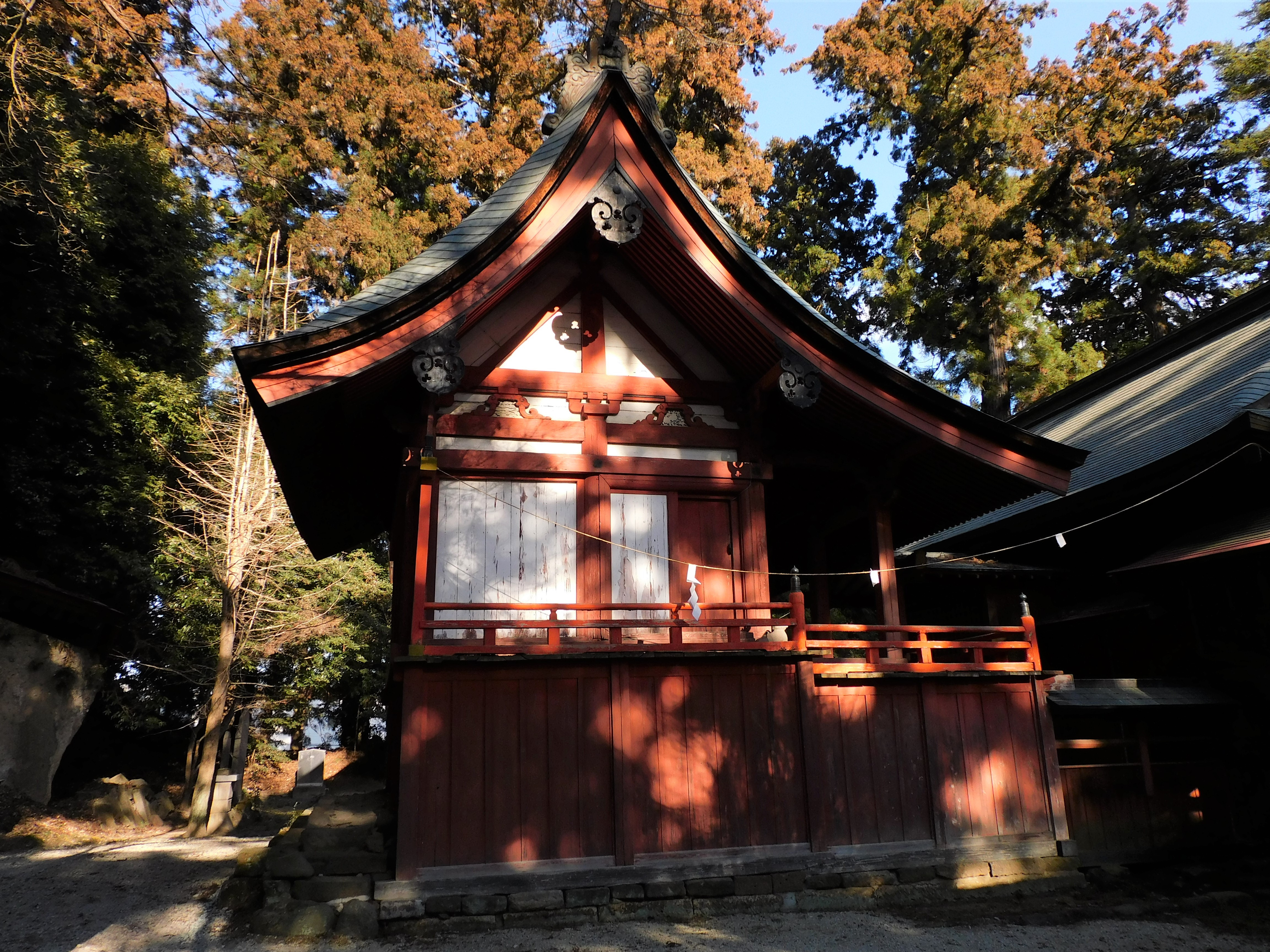
本殿
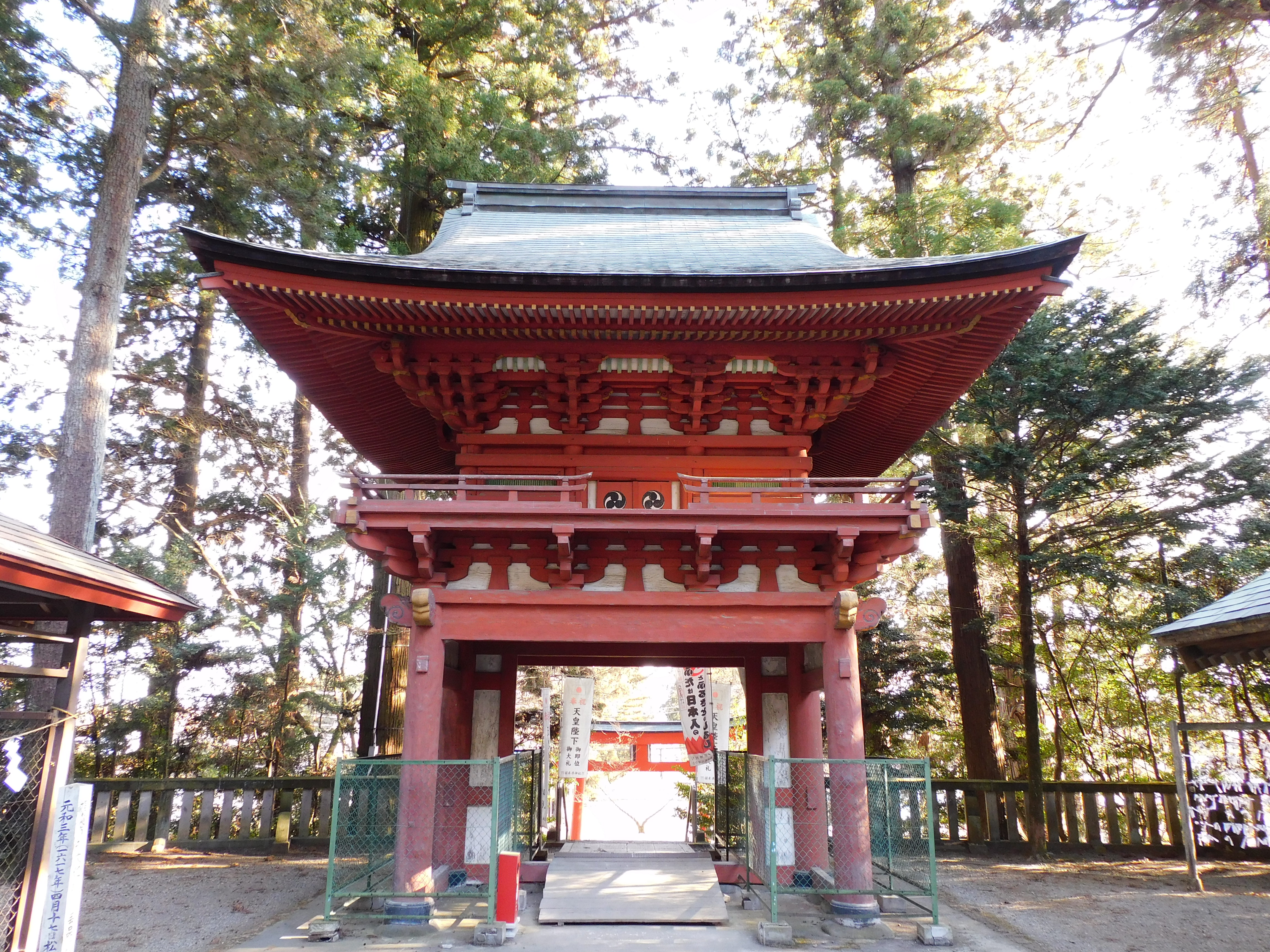
楼門

### 県指定文化財
- 木造金剛夜叉明王坐像

### 市指定文化財

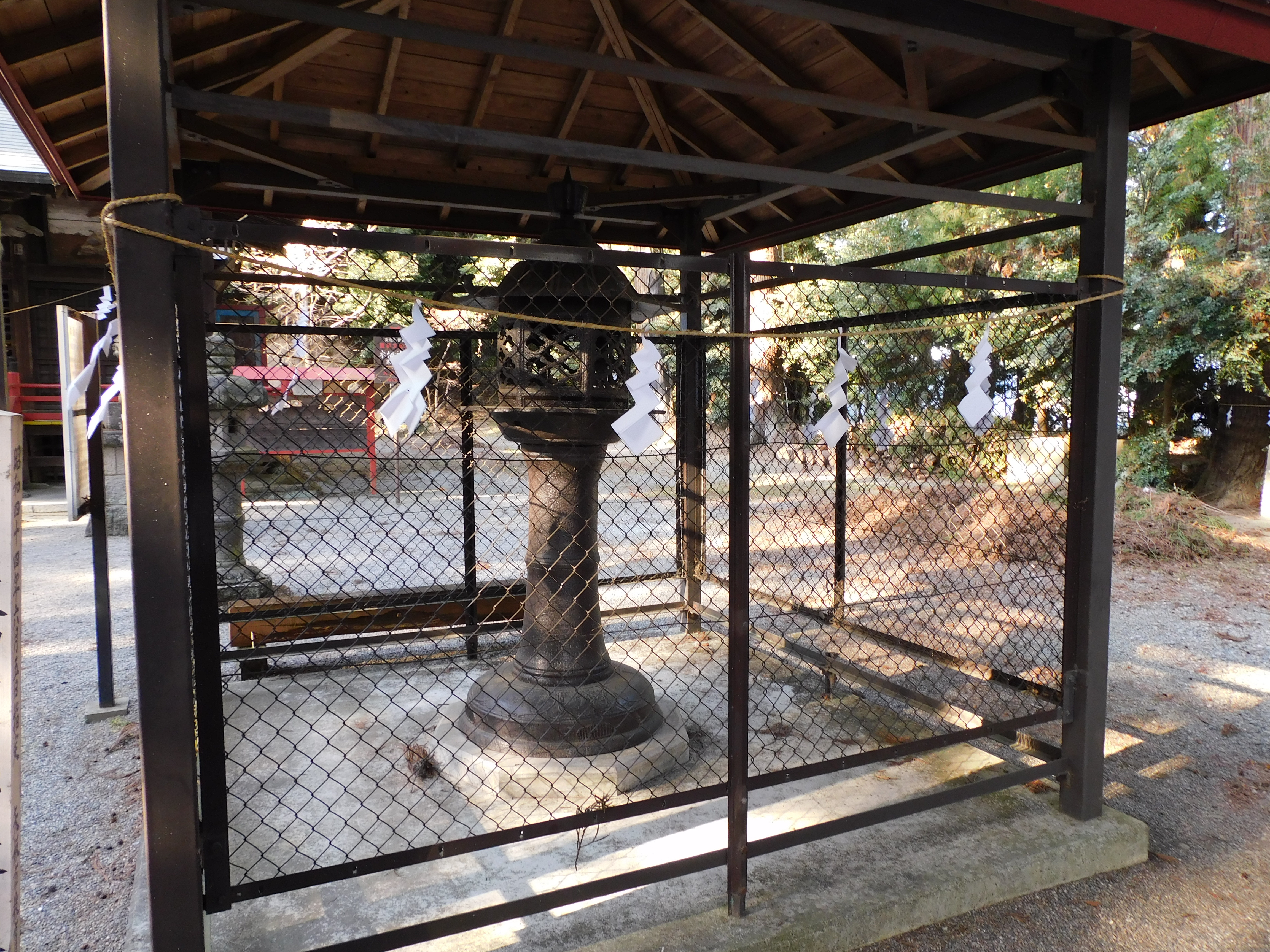
鉄灯籠

- 鉄灯籠
- 神像
- 陶製狛犬
- 蝉錠
- 神號奉額
- 和算扁額
- 太々神楽
- 杉社叢

## 境内林
境内林を中心に樹齢200年を超えるスギ林に囲まれており、栃木県により木幡緑地環境保全地域に指定されている。